# میتلندورف
میتلندورف (به آلمانی: Mittelndorf) یک منطقهٔ مسکونی در آلمان است که در زبنیتس واقع شده است. میتلندورف ۵۰۰ نفر جمعیت دارد.